# Lugny-Champagne
Lugny-Champagne település Franciaországban, Cher megyében. Lakosainak száma 140 fő (2022. január 1.). Lugny-Champagne Charentonnay, Chaumoux-Marcilly, Étréchy, Feux, Groises, Sancergues és Sévry községekkel határos.

## Népesség
A település népessége az elmúlt években az alábbi módon változott:
| Lakosok száma | 321  | 221  | 207  | 177  | 149  | 146  | 142  | 137  | 136  | 140  |
|               | 1968 | 1982 | 1990 | 2006 | 2013 | 2015 | 2017 | 2019 | 2020 | 2022 |